# カンパニー・オブ・スネイクス
カンパニー・オブ・スネイクス（The Company of Snakes）は、1998年にホワイトスネイクの元メンバー（ザ・スネイクスのメンバーでもあった）によって結成されたイギリスのロック・バンド。2枚のアルバムをリリースした後、2004年にM3へと改名した。

## 略歴
カンパニー・オブ・スネイクスは、前身バンドであるザ・スネイクスの解散後、元ホワイトスネイクのギタリスト、バーニー・マースデンとミッキー・ムーディにより結成された。バンドは、ブラック・サバスとホワイトスネイクのベーシストであったニール・マーレイ、マンフレッド・マンズ・アース・バンドのドラマー、ジョン・リングウッド、バッド・カンパニーのボーカリスト、ロバート・ハート、そして後にイギリス人シンガー、ゲイリー・バーデンによって構成された。
レインボーのキーボード奏者、ドン・エイリーが加入した後、バンドはツアーを行ており、そのコンサートはほぼすべてホワイトスネイクの旧曲で構成されていた。その後、まもなくシンガーのバーデンが脱退し、スウェーデン人ボーカリストでスネイクス・イン・パラダイスのフロントマン、ステファン・バーグレンが後任となった。彼らは結成以来ツアーを行っており、ライブ・アルバム『Here They Go Again』をリリースした。このライブ公演ではバーデンが歌っていたが、彼のリード・ボーカルは削除され、スタジオでバーグレンに置き換えられた（2001年）。このアルバムのプロモーション・ツアー中、ドイツでは、アルバム『バック・オン・トラック』からの曲のプロモーションを行っていた、ジェリー・シャーリーにより再結成されたハンブル・パイが加わった。
バンドは1枚のスタジオ・アルバム『バースト・ザ・バブル』（2002年）をレコーディングしたが、これはドン・エイリーがバンドを脱退した後にレコーディングされたものだった。エイリーの脱退後すぐにバーグレンも脱退し、残ったバンド・メンバーは、M3へと変化した。その後、ミッキー・ムーディとニール・マーレイはスネイクチャーマーを結成している。

## メンバー
- バーニー・マースデン – リード・ギター (1998年–2004年)
- ミッキー・ムーディ – スライド&リズム・ギター (1998年–2004年)

### ザ・スネイクス
- ヨルン・ランデ – リード・ボーカル (1998年–1999年)
- シド・リングスビー – ベース (1998年–1999年)
- ウィリー・ベンディクセン – ドラム (1998年–1999年)
- ドン・エイリー – キーボード (1998年–1999年)

### カンパニー・オブ・スネイクス
- ニール・マーレイ – ベース (1999年–2002年)
- ジョン・リングウッド – ドラム (1999年–2002年)
- ドン・エイリー – キーボード (1999年–2002年)
- イアン・ペイス – ドラム (2000年)
- ジョン・ロード – キーボード (2000年)
- ロバート・ハート – ボーカル (2000年)
- ゲイリー・バーデン –ボーカル
- ステファン・バーグレン – ボーカル (2000年–2002年)

### M3
- ニール・マーレイ – ベース (2003年–2004年)
- ジミー・コープリー – ドラム (2003年–2004年)
- マーク・スタンウェイ – キーボード (2003年–2004年)
- ステファン・バーグレン – ボーカル (2004年)
- ドゥギー・ホワイト – ボーカル (2004年)
- トニー・マーティン – ボーカル (2003年–2004年)

## ディスコグラフィ
| 年   | アーティスト                 | タイトル                                          | タイプ    |
| ---- | ---------------------------- | ------------------------------------------------- | --------- |
| 1998 | ザ・スネイクス               | ワンス・ビトゥン… - Once Bitten...                | スタジオ  |
| 1998 | ザ・スネイクス               | ライヴ・イン・ヨーロッパ - Live in Europe         | ライブ    |
| 2000 | カンパニー・オブ・スネイクス | Endangered Species: Live at Abbey Road            | ライブ    |
| 2001 | カンパニー・オブ・スネイクス | Here They Go Again                                | ライブ    |
| 2002 | カンパニー・オブ・スネイクス | バースト・ザ・バブル - Burst the Bubble           | スタジオ  |
| 2003 | M3                           | クラシック・スネイク・ライブ - Classic Snake Live | ライブ    |
| 2005 | M3                           | ライヴ2004～ラフ・アン・レディ - Rough an' Ready  | ライブDVD |